# جاك كوكس (مصور سينمائي)
جاك كوكس (بالإنجليزية: Jack E. Cox)‏ (و. 1896 – 1960 م) هو مصور سينمائي، ومخرج أفلام بريطاني، ولد في لندن، توفي في سري، عن عمر يناهز 64 عاماً.

## وصلات خارجية
- جاك كوكس على موقع IMDb (الإنجليزية)
- جاك كوكس على موقع ألو سيني (الفرنسية)
- جاك كوكس على موقع أول موفي (الإنجليزية)
- جاك كوكس على موقع قاعدة بيانات الأفلام السويدية (السويدية)
- جاك كوكس على موقع قاعدة بيانات الفيلم (الإنجليزية)
- جاك كوكس على موقع كينوبويسك (الروسية)